# Willem II Tilburg 2015-2016

## Rosa
| N. |                        | Ruolo | Calciatore       |
| -- | ---------------------- | ----- | ---------------- |
| 1  | Grecia (bandiera)      | P     | Kōstas Lamprou   |
| 2  | Paesi Bassi (bandiera) | D     | Ruben Ligeon     |
| 3  | Paesi Bassi (bandiera) | D     | Freek Heerkens   |
| 4  | Paesi Bassi (bandiera) | D     | Jordens Peters   |
| 5  | Paesi Bassi (bandiera) | D     | Dico Koppers     |
| 6  | Belgio (bandiera)      | C     | Funso Ojo        |
| 7  | Paesi Bassi (bandiera) | A     | Terell Ondaan    |
| 8  | Belgio (bandiera)      | C     | Robbie Haemhouts |
| 9  | Marocco (bandiera)     | C     | Anouar Kali      |
| 10 | Paesi Bassi (bandiera) | C     | Erik Falkenburg  |
| 11 | Brasile (bandiera)     | A     | Bruno Andrade    |
| 14 | Paesi Bassi (bandiera) | A     | Guus Hupperts    |
| 15 | Belgio (bandiera)      | D     | Dries Wuytens    |
| 17 | Paesi Bassi (bandiera) | C     | Robert Braber    |

| N. |                        | Ruolo | Calciatore            |
| -- | ---------------------- | ----- | --------------------- |
| 18 | Danimarca (bandiera)   | C     | Lucas Andersen        |
| 19 | Paesi Bassi (bandiera) | A     | Lesly de Sa           |
| 20 | Paesi Bassi (bandiera) | D     | Frank van der Struijk |
| 21 | Belgio (bandiera)      | P     | David Meul            |
| 22 | Nigeria (bandiera)     | A     | Bartholomew Ogbeche   |
| 23 | Paesi Bassi (bandiera) | C     | Nick van der Velden   |
| 24 | Paesi Bassi (bandiera) | D     | Guus Joppen           |
| 25 | Paesi Bassi (bandiera) | D     | Nicky Kuiper          |
| 28 | Ghana (bandiera)       | A     | Asumah Abubakar       |
| 32 | Paesi Bassi (bandiera) | P     | Nigel Bertrams        |
| 35 | Paesi Bassi (bandiera) | D     | Rochdi Achenteh       |
| 37 | Slovacchia (bandiera)  | A     | Adam Nemec            |
| 38 | Belgio (bandiera)      | C     | Andy Kawaya           |